# أورتون-جيلينجهام
أورتون وجيلينجهام

## صموئيل توري أورتون (1879-1948)
هو طبيب أمراضٍ نفسية وعصبية وأخصائي علم الأمراض كان له السبق في تركيز الانتباه على الإخفاق في القراءة والصعوبات المتصلة بفهم اللغة. وهو الذي جمع جنبًا إلى جنب المعلومات العلمية العصبية ومبادئ العلاج. وفي أوائل العقد الثاني من القرن العشرين كان قد درس على نطاقٍ واسع الأطفال الذين يعانون من ذلك النوع من صعوبات معالجة اللغة الذي يتم الآن ربطه عادةً مع عسر القراءة (dyslexia) ووضع مجموعةً من المبادئ والممارسات التعليمية لهؤلاء الأطفال.

## آنا جيلينجهام (1878-1963)
كانت مربيةً موهوبة واختصاصية علم نفس تتقن اللغة بشكل رائع. وفي عملها مع الدكتور أورتون؛ دربت معلمين وقامت بتأليف ونشر مواد تعليمية. على مدى نصف القرن الماضي، أصبح نهج أورتون-جيلينجهام التفاعل المبدع والأكثر تأثيرًا حيث صُمم خصيصًا لعلاج مشاكل معالجة اللغة للأطفال والبالغين الذين يعانون من عسر القراءة. دمجت جيلينغهام طرق أورتون في التدريس مع تحليلها لتراكيب اللغة الإنجليزية الأمريكية وبالتعاون مع بيسي ستيلمان كتبت ما أصبح في ما بعد دليل أورتون-جيلينجهام: التدريب العلاجي للأطفال ذوي الإعاقة المحددة في القراءة والتهجئة وفن الخط.(Remedial Training for Children with Specific Disability in Reading, Spelling and Penmanship) وتم تحديث هذا العمل ونشره، نشر لأول مرةٍ في 36/1935، بشكلٍ منتظم ويعرف حاليًا بدليل جيلينجهام (Gillingham Manual)، ونشر في عام 1997.

## الأبحاث الداعمة
ساهمت دراساتٌ متعددة في دعم هذا النظام، على الرغم من أن بعض الأبحاث قد أظهرت نتائج متضاربة.
ففي عام 2006، نشر مركز فلوريدا لأبحاث القراءة أنه لم يمكنهم تحديد أية دراسات تجريبية تحقق في كفاءة النهج على وجه التحديد كما هو موضح في المواد التعليمية لأورتون-جيلينجهام. وبالتالي لم يكن هناك دليلٌ بحثي مباشر لتحديد فعاليتها، بالرغم من وجود مجموعةٍ متنوعة لدراسات عن أساليبٍ اشتقاقية تتضمن جوانب من أساليب أورتون-جيلينجهام بالاشتراك مع غيرها من التقنيات.
حيث كشف استعراضٌ كامل للدراسات المكتوبة عن الأساليب الاشتقاقية الخاصة بأورتون-جيلينجهام، مثل، الصوتيات الهجائية أو مشروع القراءة، عشرات الدراسات ذات نتائج غير متناسقة ومجموعةٍ متنوعة من العيوب المنهجية. وعلى الرغم من هذه الاستنتاجات، فإن البحث قدم نظرة شاملة عن البحوث المتاحة التي ذكر أن لها الأفضلية وتظهر بعض الأدلة على فائدة استخدام أساليب أورتون-جيلينجهام في الفصول الدراسية لتلاميذ الصف الأول الابتدائي، وفي فصول التربية الخاصة أو غرفة المصادر (resource room) مع أطفال أكبر يعانون من صعوبات التعلم.
في يوليو 2010، ذكرت وكالةٌ تابعة لوزارة التربية والتعليم الأمريكية أنها لم تتمكن من إيجاد أية دراساتٍ توافق معاييرها الخاصة بالأدلة لتدعم مدى فعالية الاستراتيجيات المستندة إلى أورتون-جيلينجهام.
في حين وجدت دراسةٌ واحدة أنها طريقة فعالة مع الطلاب الذين يتعلمون اللغة الإنجليزية.
وخلصت [دراسة طولية أنه أكثر فعالية من نظام ويلسون للقراءة، لأن أساليب أورتن-جيلينغهام لا تركز على مجموعةٍ فرعية صغيرة من الطلبة (وذلك على عكس نظام ويلسون). مما يتيح مرونة في المنهج، ويمكن الطلاب من فهمه على نحوٍ أفضل.
وأشارت دراسةٌ أخرى إلى تحسن نتائج اختبار كاليفورنيا للتحصيل (California Achievement Test) عند استخدام الطلاب لهذا النظام، على عكس نظام ويلسون.
وقد أشارت الأبحاث إلى فعالية النظام في دروس معالجة الطلاب الذين يعانون منعسر القراءة.

## مدارس معتمدة
فيما يلي قائمة بالمدارس المعتمدة لأكاديمية الممارسين والمربين القائمة على أساليب أورتون-جيلينجهام وذلك من موقع الإنترنت الخاص بها:
The Bridge Academy 
Susan Morris, Principal
1958 Lawrenceville Rd., #B
Lawrenceville, NJ 08648
www.banj.org
Camperdown Academy
Dan Blanch, Head
501 Howell Road
Greenville, SC 29615
(864) 244-8899
www.camperdown.org
The Carroll School
Stephen Wilkins, Head
25 Baker Bridge Road
Lincoln, MA 01773
(781) 259-8342
www.carrollschool.org
Greengate School
Marcia Ramsey, Head
1300 Meridian St. N Suite 2200
Huntsville AL 35801
(256) 551-4439
www.greengateschool.org
Hutson School
Janet George, Head
7245 East 75th Street
Indianapolis, IN 46256
(317) 377-0544
www.hutsonschool.org
The Kildonan School
Kevin Pendergast, Head
425 Morse Hill Road
Amenia, NY 12501
(845) 373-8111
www.kildonan.org
Marburn Academy
Earl Oremus, Head
1860 Walden Drive
Columbus, OH 43229
(614) 433-0822
www.marburnacademy.org
Riverside School
Julie Wingfield, Head
2110 McRae Road
Richmond, VA 23235
(804) 320-3465
www.riversideschool.org
Sandhills School
Anne Vickers, Head
1500 Hallbrook Drive
Columbia, SC 29209
(803) 695-1400
www.sandhillsschool.org
The Schenck School
Eugenia Calloway, Head
282 Mt. Paran Road, N.W.
Atlanta, GA 30327
(404) 252-2591
www.schenck.org
Triad Academy
Carrie Malloy, Director
905 Friedberg Church Road
Winston-Salem, NC 27127
(336) 775-4900
www.triadacademy.org
Trident Academy
Joe Ferber, Head
1455 Wakendaw Road
Mt. Pleasant, SC 29464
(843) 884-7046

## فكرة التطبيق
تعتبر هذه الطريقة من الطرق التقليدية ومع ذلك ففيها ابداع حقيقي لاستخدام مجموعة من الحواس معا في ذات الوقت.
حيث تعتمد على تدريس التتبع والنقل والإملاء فيستخدم التتبع لمعرفة شكل الحرف وتسلسل الحروف لغرض الإملاء.
أما النقل فيفترض أنه يفيد في تنمية الذاكرة البصرية، بينما الغرض من الإملاء هو إطالة فترة الانتباه السمعي وتنمية القدرة على الربط بين المثير السمعي والتصور البصري.